# حارة ضابح
ضابح إحدى حارات مدينة القاعدة بمحافظة إب، بلغ تعداد سكانها 2503 نسمة حسب تعداد اليمن لعام 2004.